# Saint-Georges-des-Agoûts
Pour les articles homonymes, voir Saint-Georges, Saint Georges (homonymie) et Georges.
Saint-Georges-des-Agoûts est une commune du sud-ouest de la France située dans le département de la Charente-Maritime (région Nouvelle-Aquitaine).
Ses habitants sont appelés les Saint-Georgiens et les Saint-Georgiennes.

## Géographie
La commune de Saint-Georges-des-Agoûts se situe dans le sud-ouest du département de la Charente-Maritime, dans l'ancienne province de Saintonge. Comme tout le département, appartenant au Midi de la France — on parle plus précisément de « Midi atlantique », au cœur de l'Arc atlantique, elle est partie intégrante du Grand Sud-Ouest français, et est parfois également incluse dans un Grand Ouest.
La commune est une des étapes d'un sentier de grande randonnée balisé, le GR 360.

### Communes limitrophes
| Saint-Thomas-de-Conac |                          | Semoussac                |
|                       | Saint-Georges-des-Agoûts |                          |
| Saint-Sorlin-de-Conac |                          | Saint-Bonnet-sur-Gironde |

## Urbanisme

### Typologie
Au 1er janvier 2024, Saint-Georges-des-Agoûts est catégorisée commune rurale à habitat très dispersé, selon la nouvelle grille communale de densité à 7 niveaux définie par l'Insee en 2022.
Elle est située hors unité urbaine et hors attraction des villes,.

### Occupation des sols
L'occupation des sols de la commune, telle qu'elle ressort de la base de données européenne d’occupation biophysique des sols Corine Land Cover (CLC), est marquée par l'importance des territoires agricoles (97 % en 2018), une proportion identique à celle de 1990 (97 %). La répartition détaillée en 2018 est la suivante : 
zones agricoles hétérogènes (69,1 %), cultures permanentes (16,6 %), terres arables (11,3 %), forêts (3 %). L'évolution de l’occupation des sols de la commune et de ses infrastructures peut être observée sur les différentes représentations cartographiques du territoire : la carte de Cassini (XVIIIe siècle), la carte d'état-major (1820-1866) et les cartes ou photos aériennes de l'IGN pour la période actuelle (1950 à aujourd'hui).

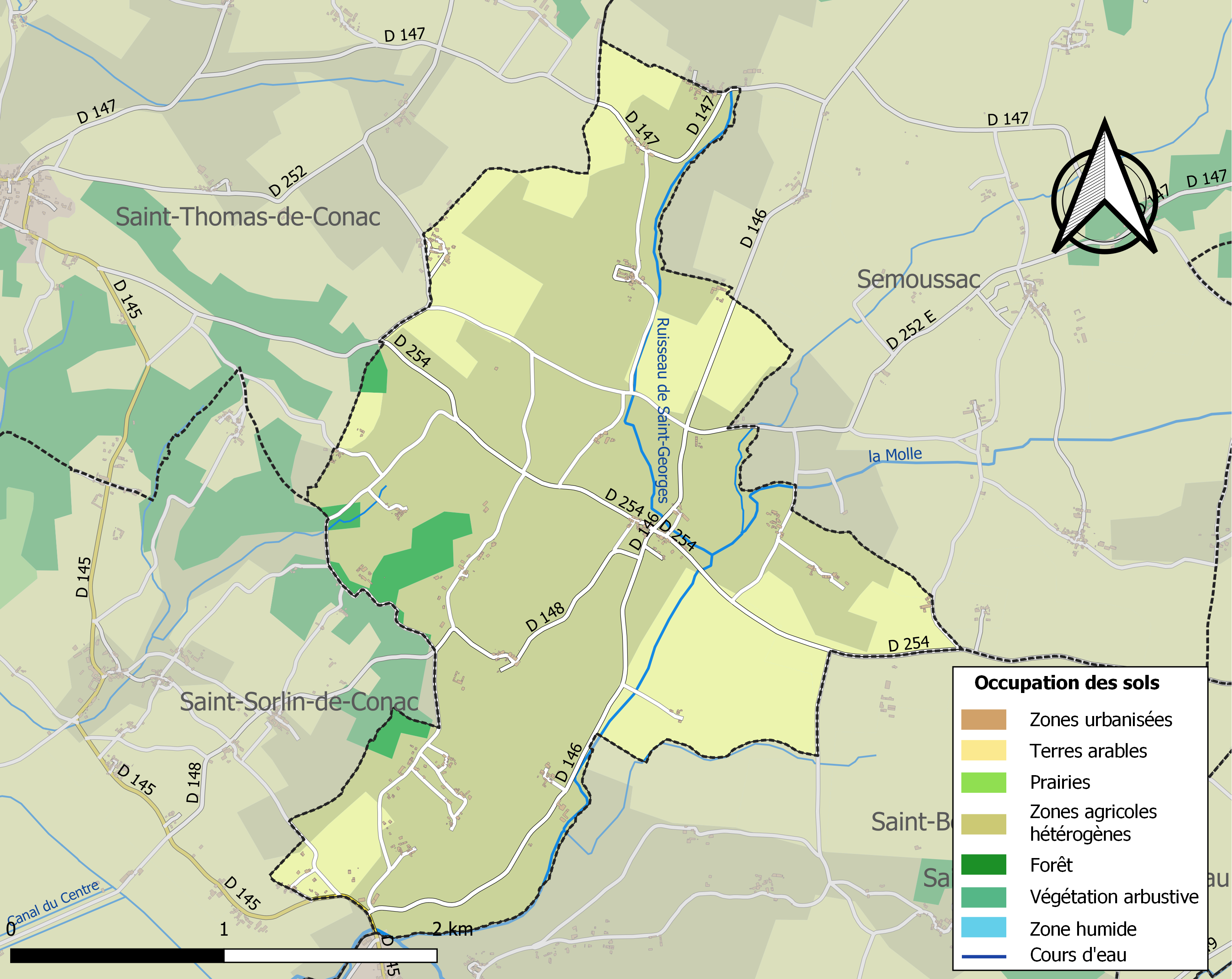
Carte des infrastructures et de l'occupation des sols de la commune en 2018 (CLC).

### Risques majeurs
Le territoire de la commune de Saint-Georges-des-Agoûts est vulnérable à différents aléas naturels : météorologiques (tempête, orage, neige, grand froid, canicule ou sécheresse), inondations, mouvements de terrains et séisme (sismicité faible). Il est également exposé à deux risques technologiques,  le transport de matières dangereuses et le risque nucléaire. Un site publié par le BRGM permet d'évaluer simplement et rapidement les risques d'un bien localisé soit par son adresse soit par le numéro de sa parcelle.

#### Risques naturels
Certaines parties du territoire communal sont susceptibles d’être affectées par le risque d’inondation par débordement de cours d'eau, notamment le Ferrat,  et par submersion marine. La commune a été reconnue en état de catastrophe naturelle au titre des dommages causés par les inondations et coulées de boue survenues en 1982, 1999 et 2010,.

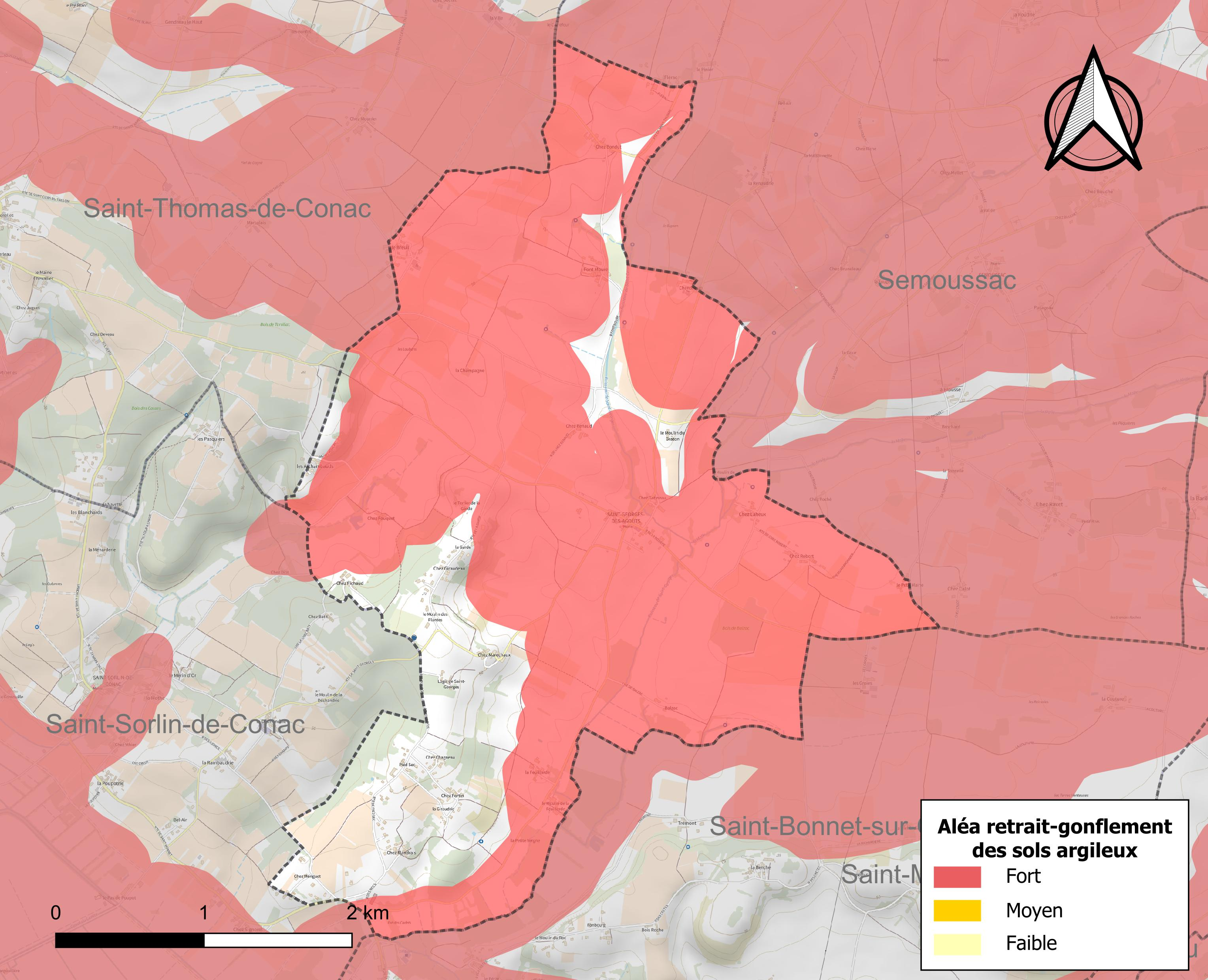
Carte des zones d'aléa retrait-gonflement des sols argileux de Saint-Georges-des-Agoûts.

Les mouvements de terrains susceptibles de se produire sur la commune sont des tassements différentiels.
Le retrait-gonflement des sols argileux est susceptible d'engendrer des dommages importants aux bâtiments en cas d’alternance de périodes de sécheresse et de pluie. 77,8 % de la superficie communale est en aléa moyen ou fort (54,2 % au niveau départemental et 48,5 % au niveau national). Sur les 190 bâtiments dénombrés sur la commune en 2019,  102 sont en aléa moyen ou fort, soit 54 %, à comparer aux 57 % au niveau départemental et 54 % au niveau national. Une cartographie de l'exposition du territoire national au retrait gonflement des sols argileux est disponible sur le site du BRGM,.
Par ailleurs, afin de mieux appréhender le risque d’affaissement de terrain, l'inventaire national des cavités souterraines permet de localiser celles situées sur la commune.
Concernant les mouvements de terrains, la commune a été reconnue en état de catastrophe naturelle au titre des dommages causés par la sécheresse en 2003 et 2005 et par des mouvements de terrain en 1999 et 2010.

#### Risques technologiques
Le risque de transport de matières dangereuses sur la commune est lié à sa traversée par une ou des infrastructures routières ou ferroviaires importantes ou la présence d'une canalisation de transport d'hydrocarbures. Un accident se produisant sur de telles infrastructures est susceptible d’avoir des effets graves sur les biens, les personnes ou l'environnement, selon la nature du matériau transporté. Des dispositions d’urbanisme peuvent être préconisées en conséquence.
La commune étant située totalement dans le périmètre du plan particulier d'intervention (PPI) de 20 km autour de la centrale nucléaire du Blayais, elle est exposée au risque nucléaire. En cas d'accident nucléaire, une alerte est donnée par différents médias (sirène, sms, radio, véhicules). Dès l'alerte, les personnes habitant dans le périmètre de 2 km se mettent à l'abri. Les personnes habitant dans le périmètre de 20 km peuvent être amenées, sur ordre du préfet, à évacuer et ingérer des comprimés d’iode stable,,.

## Toponymie
Le nom de la commune de Saint-Georges-des-Agoûts tient son origine à Saint Georges, ainsi qu'au terme agoût (ou égout) au sens de réceptacle des eaux d'un bassin hydrographique. En effet, le bourg se situe à la confluence de la Molle avec le ruisseau de Saint-Georges déversant les eaux des communes de Semoussac et Saint-Martial-de-Mirambeau.
En tant que paroisse avant la Révolution, elle s'est appelée indifféremment Saint-Georges des Agoûts et Saint-Georges-de-Cosnac en référence au comté de Cosnac auquel elle appartenait.

## Politique et administration

### Liste des maires

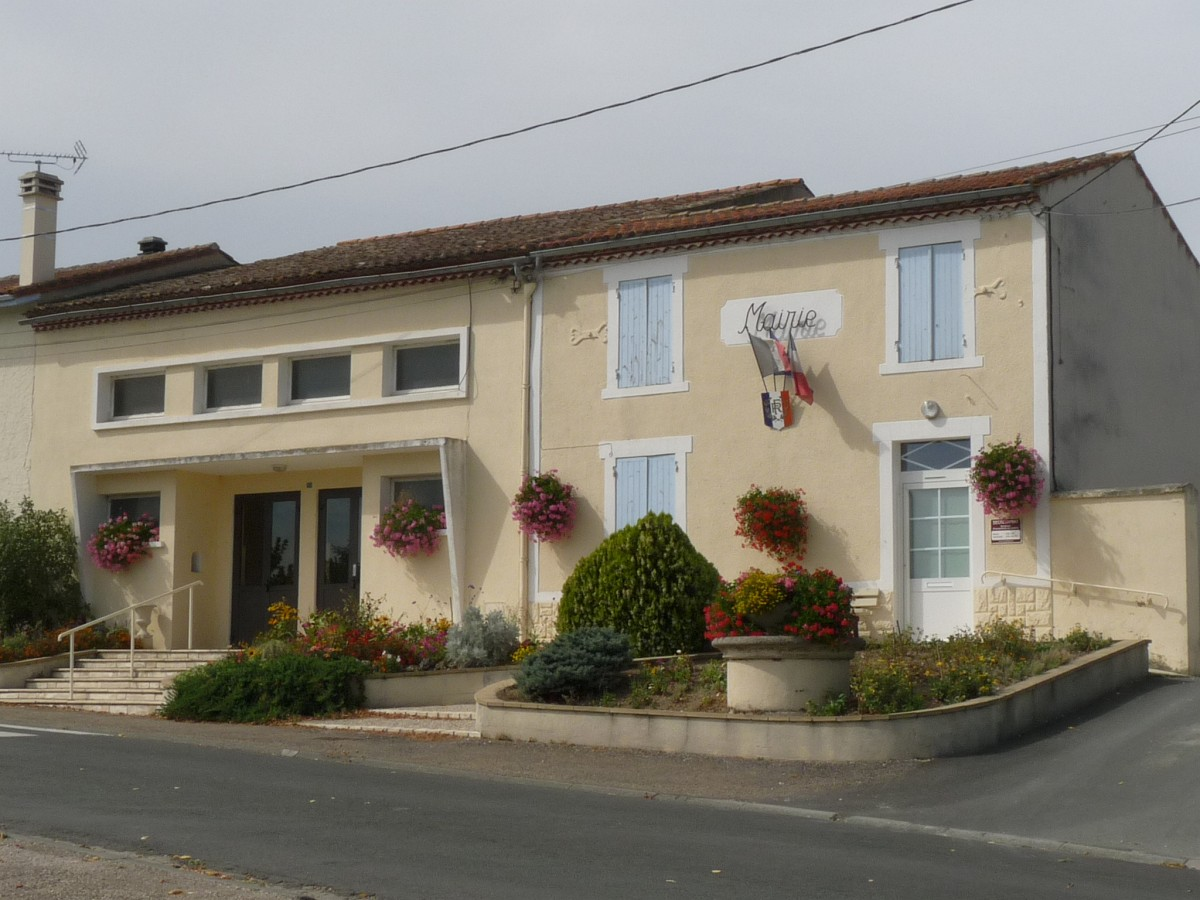
La mairie.

| Période                                  | Période  | Identité                        | Étiquette | Qualité                            |
| ---------------------------------------- | -------- | ------------------------------- | --------- | ---------------------------------- |
| 1790                                     | 1792     | Nev                             |           | Curé et Officier Public            |
| 1792                                     | 1792     | Gav                             |           |                                    |
| 1792                                     | 1793     | Louis Morandeau                 |           |                                    |
| 1793                                     | 1794     | Michel Morandeau                |           |                                    |
| 1794                                     | 1796     | Jean Rov                        |           | Officier Public ou Agent Municipal |
| 1796                                     | 1799     | Pierre Brossard                 |           | Officier Public ou Agent Municipal |
| 1799                                     | 1800     | François Delage                 |           | Officier Public ou Agent Municipal |
| 1800                                     | 1813     | Pierre Brossard                 |           |                                    |
| 1813                                     | 1817     | Pierre Priqué de Guippeville    |           |                                    |
| 1817                                     | 1819     | Léon de Beaumont                |           |                                    |
| 1819                                     | 1830     | Pierre Priqué de Guippeville    |           |                                    |
| 1830                                     | 1831     | Jean Rouvé                      |           |                                    |
| 1831                                     | 1848     | Jacques Plaineaud               |           |                                    |
| 1848                                     | 1855     | Jean Rouvé                      |           |                                    |
| 1855                                     | 1859     | Alexandre de Guippeville        |           |                                    |
| 1859                                     | 1863     | Alexandre Priqué de Guippeville |           |                                    |
| 1863                                     | 1864     | Jacques Favereau                |           | Adjoint remplace le Maire décédé   |
| 1864                                     | 1876     | Jean Labaud                     |           |                                    |
| 1876                                     | 1884     | André Plaineau                  |           |                                    |
| 1884                                     | 1894     | Michel Rouvé                    |           |                                    |
| 1895                                     | 1896     | Jean Favereau                   |           |                                    |
| 1896                                     | 1908     | André Fagot                     |           |                                    |
| 1908                                     | 1919     | Michel Honoré Rouvé             |           |                                    |
| 1919                                     | 1939     | Alcide Fagot                    |           | Décoré de la Croix de Guerre       |
| 1939                                     | 1953     | Roger Martin                    |           |                                    |
| 1953                                     | 1954     | Jacques Gervais                 |           |                                    |
| 1954                                     | 1971     | Pierre Morillon                 |           |                                    |
| 1971                                     | 1989     | Pierre Magnier                  |           |                                    |
| 1989                                     | 2001     | Denis Bernard                   |           |                                    |
| 2001                                     | 2008     | Claude Richard                  |           |                                    |
| 2008                                     | 2014     | Gilbert Guérineau               |           |                                    |
| 2014                                     | En cours | Didier Bernard                  |           |                                    |
| Les données manquantes sont à compléter. |          |                                 |           |                                    |

### Région
À la suite de la mise en application de la réforme administrative de 2014 ramenant le nombre de régions de France métropolitaine de 22 à 13, la commune appartient depuis le 1er janvier 2016 à la région Nouvelle-Aquitaine, dont la capitale est Bordeaux. De 1972 au 31 décembre 2015, elle a appartenu à la région Poitou-Charentes, dont le chef-lieu était Poitiers.

## Population et société

### Démographie

#### Évolution démographique
L'évolution du nombre d'habitants est connue à travers les recensements de la population effectués dans la commune depuis 1793. Pour les communes de moins de 10 000 habitants, une enquête de recensement portant sur toute la population est réalisée tous les cinq ans, les populations de référence des années intermédiaires étant quant à elles estimées par interpolation ou extrapolation. Pour la commune, le premier recensement exhaustif entrant dans le cadre du nouveau dispositif a été réalisé en 2006.

En 2022, la commune comptait 281 habitants, en évolution de −1,4 % par rapport à 2016 (Charente-Maritime : +4,04 %, France hors Mayotte : +2,11 %).
| 1793 | 1800 | 1806 | 1821 | 1831 | 1836 | 1841 | 1846 | 1851 |
| ---- | ---- | ---- | ---- | ---- | ---- | ---- | ---- | ---- |
| 703  | 743  | 741  | 672  | 639  | 651  | 643  | 666  | 660  |

| 1856 | 1861 | 1866 | 1872 | 1876 | 1881 | 1886 | 1891 | 1896 |
| ---- | ---- | ---- | ---- | ---- | ---- | ---- | ---- | ---- |
| 679  | 675  | 620  | 609  | 594  | 569  | 548  | 517  | 510  |

| 1901 | 1906 | 1911 | 1921 | 1926 | 1931 | 1936 | 1946 | 1954 |
| ---- | ---- | ---- | ---- | ---- | ---- | ---- | ---- | ---- |
| 480  | 475  | 472  | 394  | 405  | 385  | 393  | 331  | 347  |

| 1962 | 1968 | 1975 | 1982 | 1990 | 1999 | 2006 | 2011 | 2016 |
| ---- | ---- | ---- | ---- | ---- | ---- | ---- | ---- | ---- |
| 349  | 302  | 253  | 260  | 243  | 245  | 261  | 259  | 285  |

| 2021 | 2022 | - | - | - | - | - | - | - |
| ---- | ---- | - | - | - | - | - | - | - |
| 283  | 281  | - | - | - | - | - | - | - |

### Enseignement
Saint-Georges-des-Agoûts dépend de l'académie de Poitiers. La commune dispose d'une école maternelle, l'école Pierre Magnier. Celle-ci est nommée en l'honneur d'un ancien maire de la commune, qui a œuvré pour sa création et son ouverture en 1977.
Les enfants accueillis à Saint-Georges-des-Agoûts relèvent ensuite de l'école élémentaire de Saint-Bonnet-sur-Gironde, puis du collège de Mirambeau. Quant aux lycées les plus proches, ils sont situés à Blaye, Jonzac, Pons, Saintes et Royan.

## Culture locale et patrimoine

### Lieux et monuments

#### Église Saint-Georges

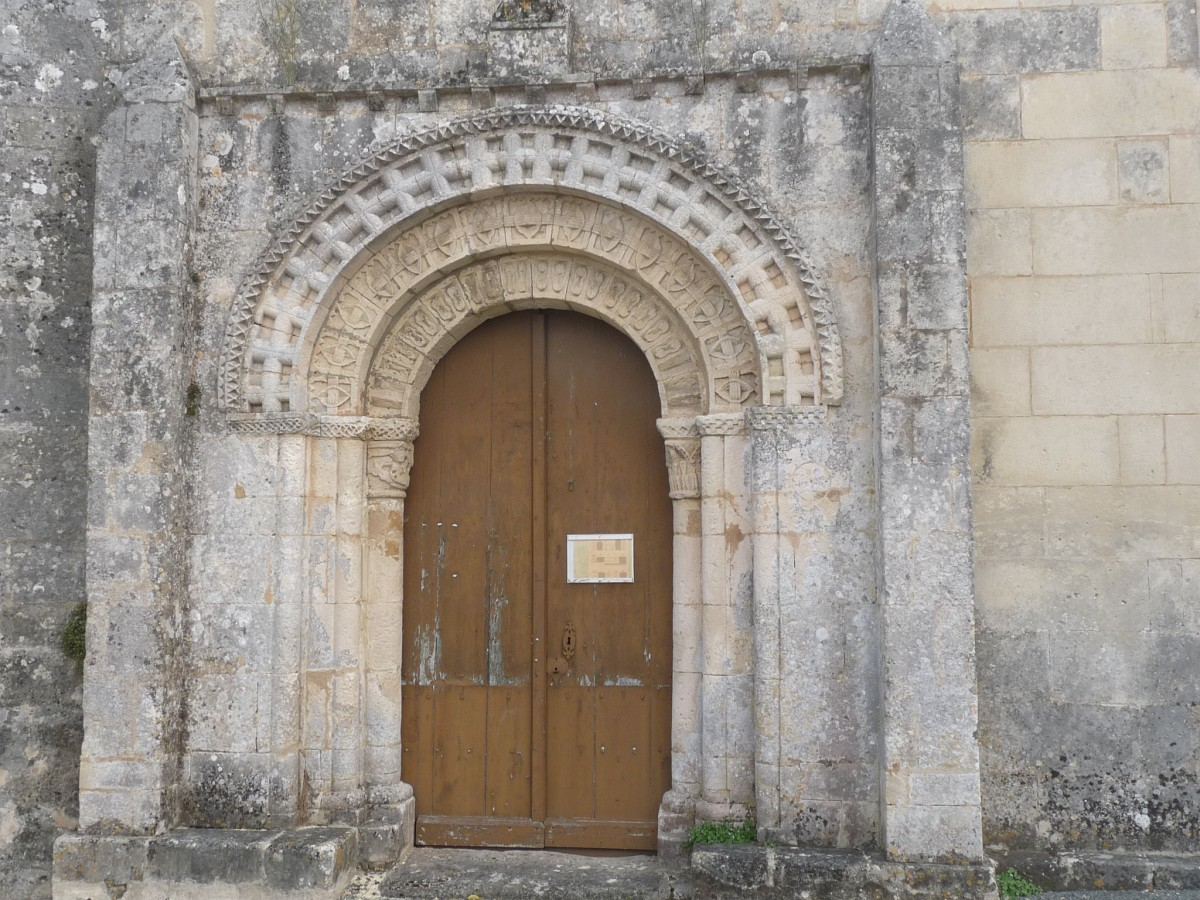
Portail de l'église.

L'église paroissiale Saint-Georges date du XIIe siècle et a été agrandie aux XVe et XVIe siècles. De par son portail roman sculpté, elle est inscrite monument historique depuis 2000.
Elle renferme un tableau du XVIIIe siècle, « saint Nicolas et les enfants dans le saloir ». Il est classé monument historique au titre objet depuis 1991.
L'église renferme aussi une cloche en bronze datant de 1594. Son inscription en latin concerne l'auteur. Elle est aussi classée monument historique à titre objet depuis 1908.
L'église a fait l'objet d'importants travaux de restauration (intérieur et extérieur), finalisés en 2019.

### Patrimoine environnemental
- Un jardin-arboretum avec une fontaine s'étend dans le bourg au pied de l'église.

Arboretum
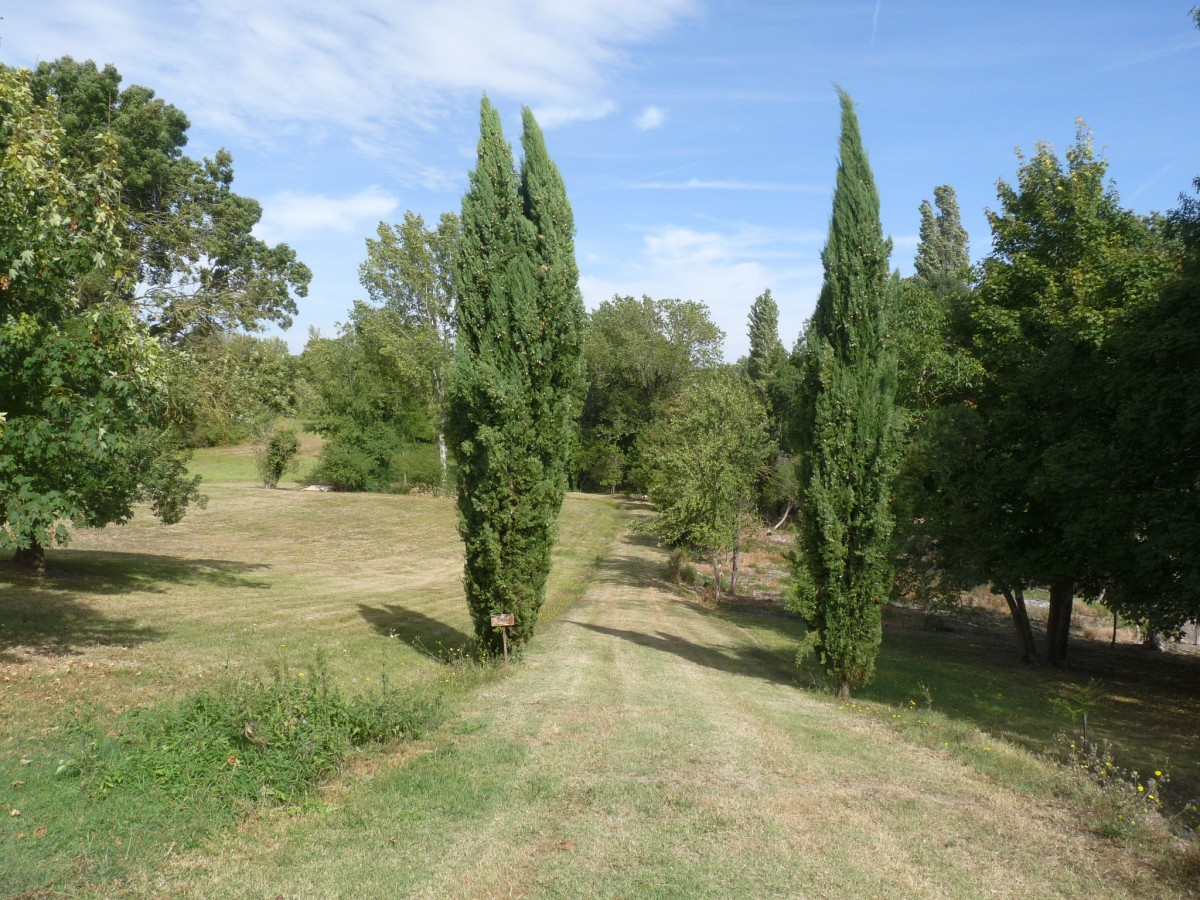
Entrée de l'arboretum.
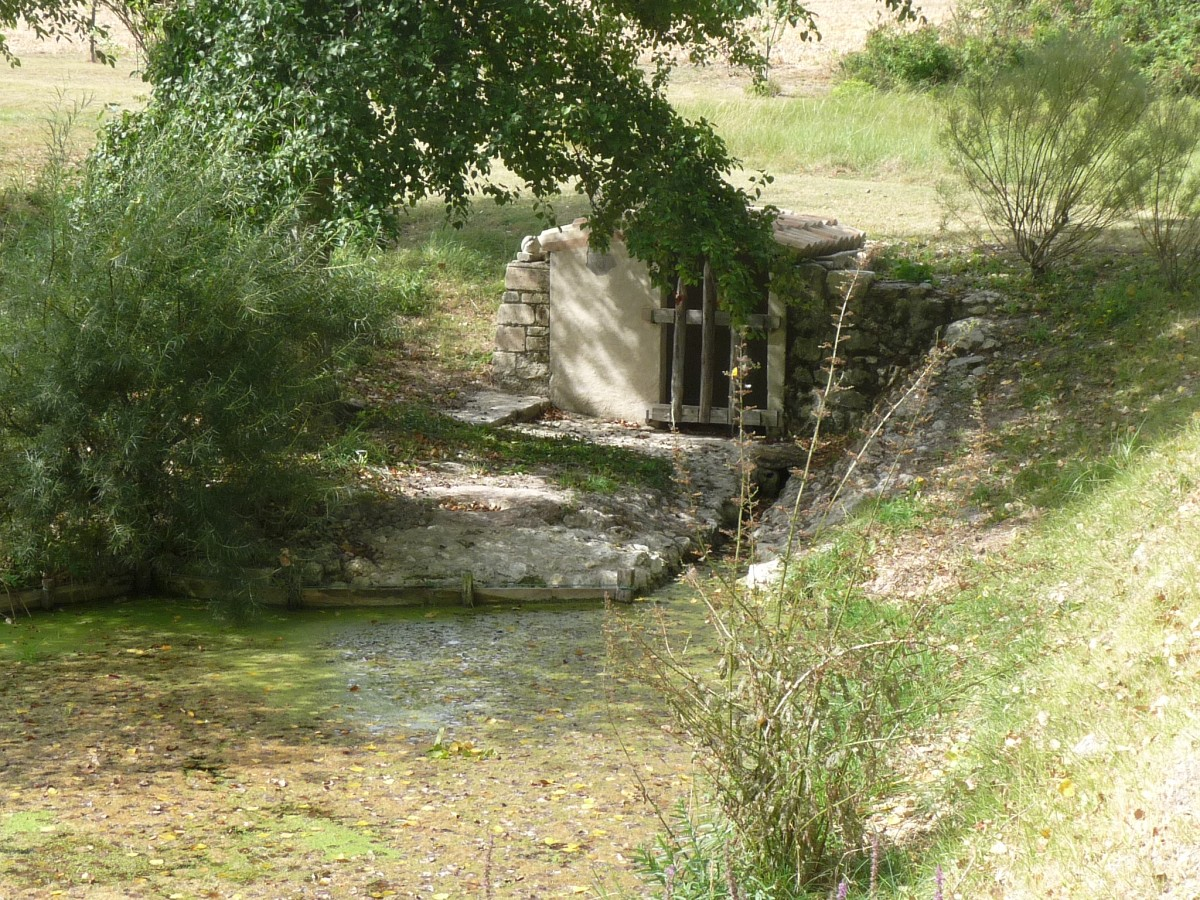
Fontaine.

### Héraldique
| Blason de Saint-Georges-des-Agoûts | Blason  | Taillé : au 1er de gueules au dragon d’or, au 2e d’azur à la mitre d’or accostée et soutenue de trois fleurs de lys du même, le tout sommé d’un comble d’azur chargé de trois feuilles de vigne d’or. |
| Blason de Saint-Georges-des-Agoûts | Détails | |